# Première Division 1964-1965
La Première Division 1964-1965 è stata la 43ª edizione del massimo campionato francese di pallacanestro maschile. La vittoria finale è stata ad appannaggio del Denain.

## Risultati

### Stagione regolare
|     | Squadra              | G  | V  | N | P  | PF   | PS   | P.ti |
| --- | -------------------- | -- | -- | - | -- | ---- | ---- | ---- |
| 1.  | Denain               | 22 | 16 | 2 | 4  | 1462 | 1328 | 56   |
| 2.  | ASVEL                | 22 | 16 | 0 | 5  | 1391 | 1225 | 55   |
| 3.  | Bagnolet             | 22 | 15 | 0 | 7  | 1594 | 1435 | 52   |
| 4.  | ABC Nantes           | 22 | 12 | 0 | 10 | 1490 | 1445 | 46   |
| 5.  | Montferrand          | 22 | 11 | 0 | 11 | 1382 | 1374 | 44   |
| 6.  | P.U.C.               | 22 | 10 | 1 | 11 | 1331 | 1331 | 43   |
| 7.  | SCM Le Mans          | 22 | 10 | 1 | 11 | 1452 | 1381 | 43   |
| 8.  | Auboué               | 22 | 10 | 0 | 12 | 1331 | 1465 | 42   |
| 9.  | RCM Tolosa           | 22 | 9  | 1 | 12 | 1359 | 1388 | 41   |
| 10. | Roanne               | 22 | 7  | 2 | 13 | 1393 | 1470 | 38   |
| 11. | AS Stéphanoise       | 22 | 7  | 1 | 14 | 1182 | 1303 | 37   |
| 12. | Charleville-Mézières | 22 | 4  | 1 | 17 | 1220 | 1442 | 31   |

| Première Division 1964-1965 |
| --------------------------- |
| Denain 1º titolo            |

## Formazione vincitrice
| N° | Naz.               | Ruolo | Sportivo             |  | Alt. |  |
| -- | ------------------ | ----- | -------------------- |  | ---- |  |
|    | Francia (bandiera) | G     | Jean-Pierre Staelens |  | 196  |  |
|    | Francia (bandiera) | AP    | Daniel Ledent        |  | 188  |  |
|    | Francia (bandiera) | P     | Jean Degros          |  | 181  |  |